# Jeanne de Tramcourt

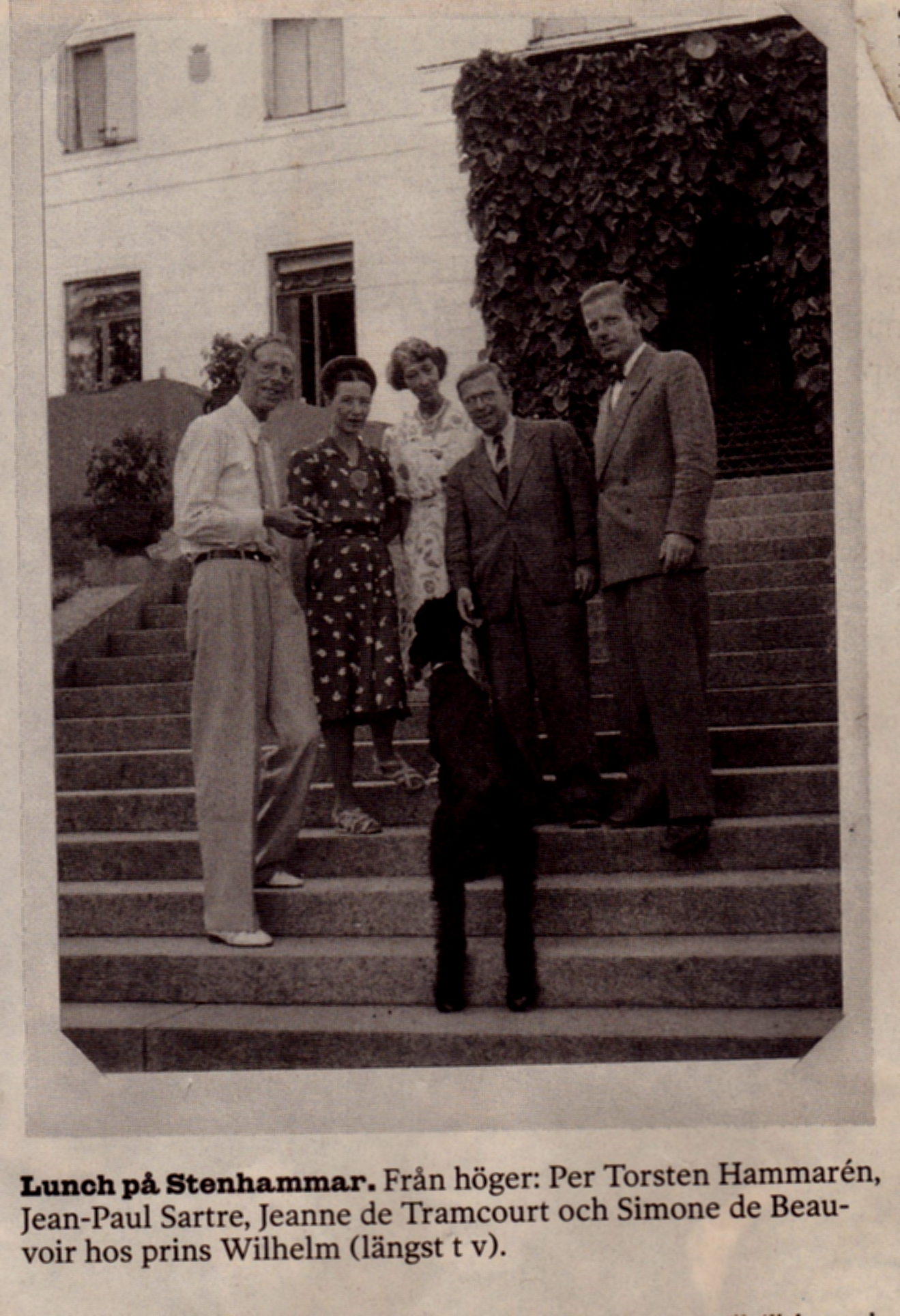
Vid Stenhammars slott 15 augusti 1947. Från vänster prins Wilhelm, Simone de Beauvoir, Jeanne de Tramcourt, Jean Paul Sartre, Per-Thorsten Hammarén.

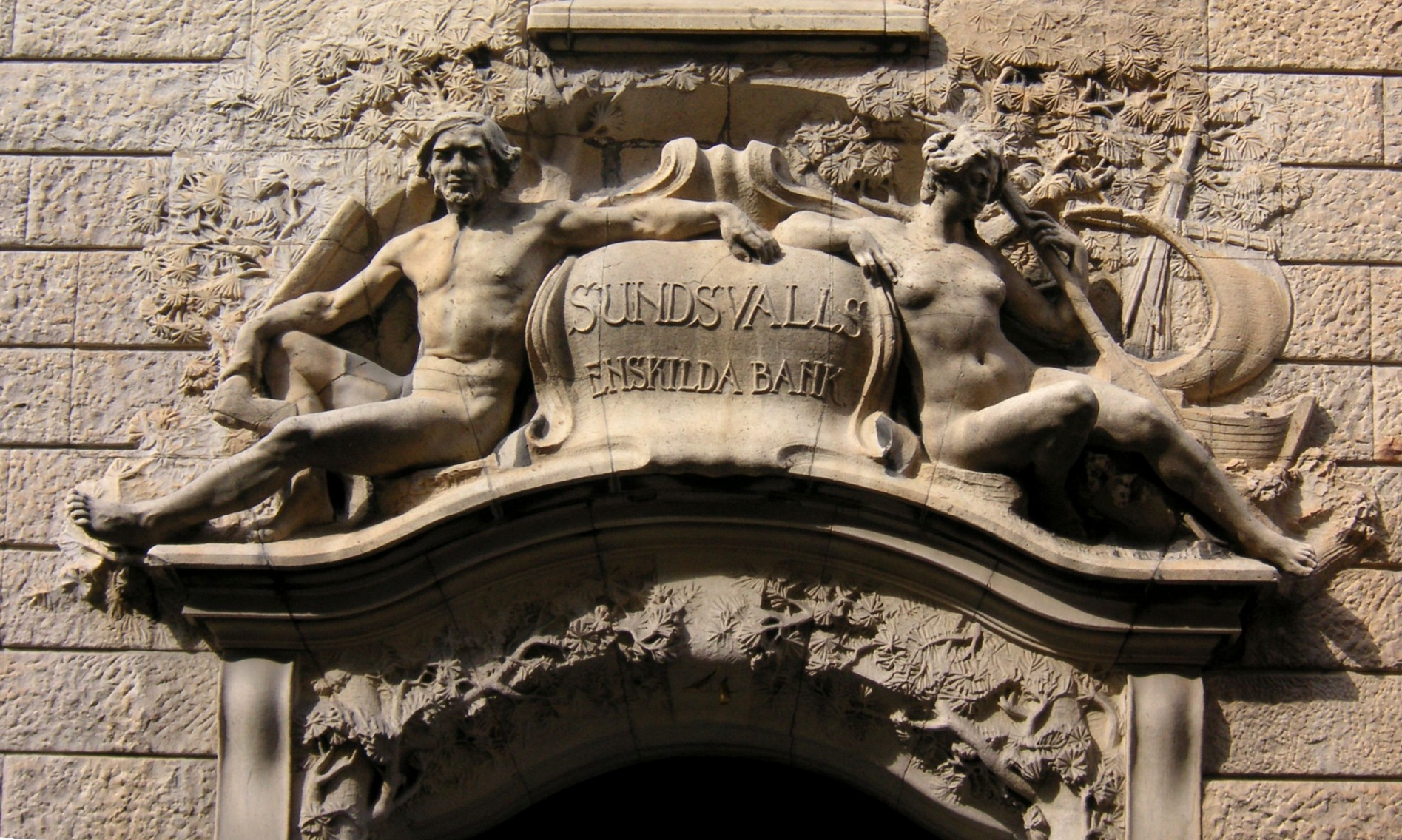
Jeanne de Tramcourt stod tillsammans med Nathan Söderblom modell för Christian Erikssons portalfigur på Sundsvallsbanken i Stockholm.

Jeanne Leocadie de Tramcourt, född den 9 december 1875 i Tracy-sur-Loire, Frankrike, död den 2 januari 1952 i Flen, Södermanlands län, var en fransk-svensk skådespelare och modist. Hon är känd som sambo till prins Wilhelm.

## Biografi
Som 18-åring gifte sig de Tramcourt år 1894 med den svenske skulptören Christian Eriksson och blev under äktenskapet ett känt namn i svenska konstnärskretsar. De bodde på gården Oppstuhage, belägen i Taserud, Arvika. Tillsammans fick de sonen Matts Eriksson, som blev skulptör, sonen Elof och dottern Kajsa som gifte sig med konstnären Einar Nerman. Nerman kom för övrigt, kring 1920, att måla ett porträtt av de Tramcourt och i hans ”Gösta Berling-bilder” från 1916, med illustrationer ur Selma Lagerlöfs Gösta Berlings saga, fungerade hon som förebild för Anna Stjernhök.
År 1911 skilde sig Tramcourt från Eriksson. Kring 1913 drev hon hattaffären Madame Jeanne i Stockholm och 1919 spelade hon en av huvudrollerna i den danska stumfilmen Blad ur Satans bok, producerad av Nordisk Film, som hade premiär i Sverige 1921. När sedan filmen Gösta Berlings saga skulle spelas in var hon påtänkt som Anna Stjernhök och provspelade för rollen.
Olof Sager-Nelson målade hennes porträtt och 1914 gjorde Carl Larsson likaså. Samma år inledde hon ett förhållande med prins Wilhelm, hertig av Södermanland. De levde tillsammans på slottet Stenhammar utanför Flen, och från 1932 omtalades hon som värdinna på Stenhammar.
Jeanne de Tramcourt omkom i en bilolycka 1952 då prins Wilhelm körde in i en stenpelare nära Stjärnhov i Södermanland, när de var på väg till Stenhammar efter att ha besökt hans son Lennart Bernadotte. Då olyckan inträffade rådde snöstorm. Jeanne de Tramcourts och prins Wilhelms förhållande blev allmänt känt först 1970, när Vecko-Journalen publicerade prinsens kärleksbrev till de Tramcourt.